# Segon plat
El segon plat és, en la cultura dels Països Catalans, el plat o servei que se serveix després del primer plat en un àpat (dinar o sopar, ja que l'esmorzar i el berenar són diferents) complet tradicional. Els dos plats, primer i segon, solen tenir més o menys la mateixa quantitat de menjar, amb tot se sol considerar que el segon plat és el plat fort o plat principal, ja que sovint és el que conté més proteïnes. Moltes vegades consta de carn, peix o ous amanits amb alguna guarnició, encara que pot ser que no la tingui. Va seguit d'unes postres. De vegades però, només es menja un plat i unes postres en un àpat.
En altres cultures això és diferent. Pot ser que hi hagi molts plats servits alhora o sense cap ordre, o que se'n mengi només un, que ja ho conté tot, o que el primer plat sigui en realitat un aperitiu o una entrada, seguida d'un plat fort, etc.